# Frisland

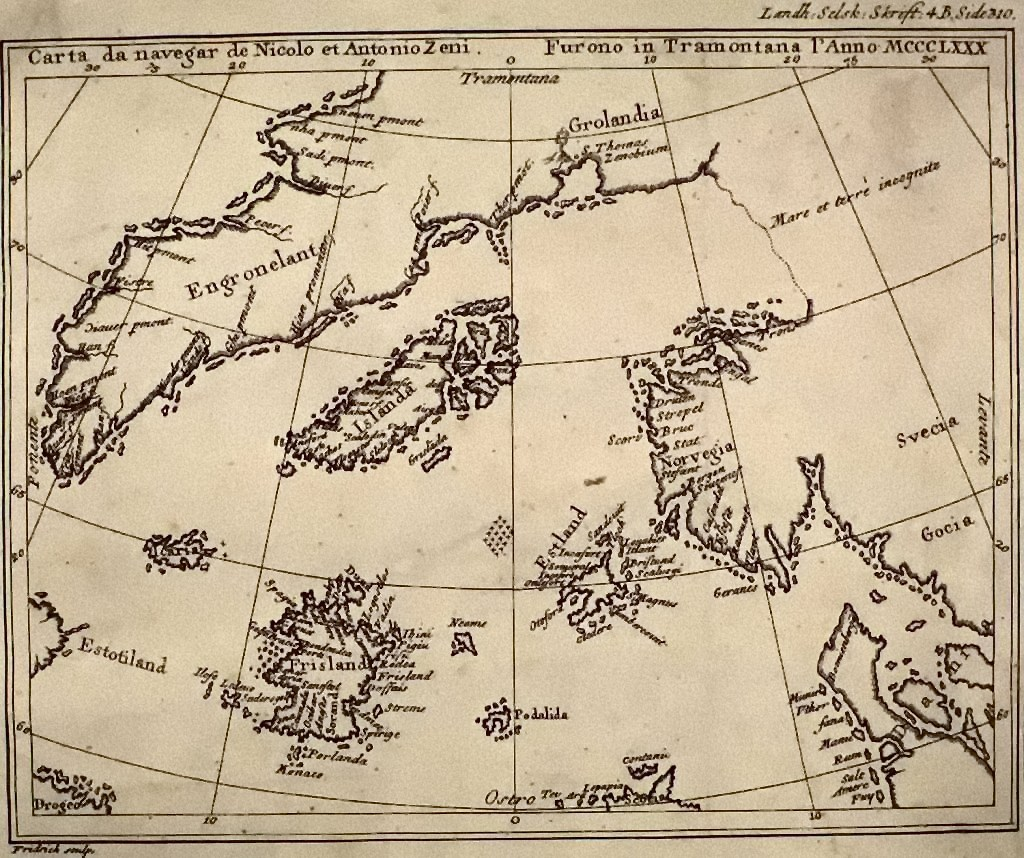
De kaart van Nicolò Zeno. Frisland is het eiland onderaan, links van het midden.

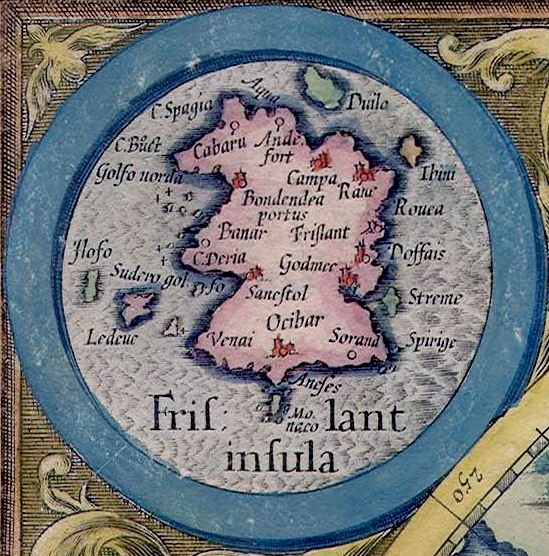
Het eiland Frisland, detail op de arctische kaart van Gerardus Mercator (1623).

Frisland, ook wel Frischlant, Friesland, Freezeland, Frislandia, of Frixland genoemd, was een spookeiland op vrijwel alle kaarten van de noordelijke Atlantische Oceaan vanaf 1558 tot 1660. Ook later, nog tot in de 18e eeuw, verscheen het af en toe op kaarten.

## Oorsprong
De eerste vermelding van Frisland is op de zogeheten “Kaart van Zeno”, rond 1400 gemaakt door de Venetiaanse zeevaarders Nicolò en Antonio Zeno. Hun nakomeling Nicolò Zeno heeft de kaart pas in 1558 openbaar gemaakt. Deze was opgenomen in een boek met het verslag van de reizen van de twee broers. Daarin stond ook een beschrijving van Frisland. Deze naam is wellicht een verwijzing naar IJsland (‘fris-’ houdt dan verband met het woord ‘vriezen’), maar op de kaart gaat het om een afzonderlijk eiland ten zuiden van IJsland. Zo verscheen het de volgende honderd jaar op alle kaarten. De gebroeders Zeno deden verslag van hun reis in het boek De I Commentarii del Viaggio (Reisnotities). Hierin gaven zij beschrijvingen van Frisland, Icaria, Estotiland en Drogeo (de laatste twee landen werden vaak gesitueerd op het Amerikaanse continent).
Het eiland verscheen in 1553 op een kaart van Matteo Prunes van Mallorca, vijf jaar voor de publicatie van de Kaart van Zeno. Verschillende andere cartografen, zoals Mercator en Ortelius, tekenden dit eiland ook op hun kaarten.
Dit onbestaande eiland zorgde vervolgens voor veel verwarring bij het in kaart brengen van Groenland en Baffineiland. Martin Frobisher maakte tijdens zijn expeditie in 1576 melding van “de omtrekken van een hoog en rotsachtig land”. Wat hij had gezien was in werkelijkheid de kust van Groenland. Omdat hij zich echter baseerde op de kaart van Mercator, verwarde hij dit land met Frisland en eiste het op in de naam van koningin Elizabeth. Toen hij vervolgens Baffineiland bereikte, hield hij dat voor Groenland en in al zijn geschriften bleef deze fout terugkomen. Daarom werd nog vele jaren de “Straat van Frobisher” (in werkelijkheid een baai) gelokaliseerd bij de zuidpunt van Groenland in plaats van bij Baffineiland.
De meerderheid van de cartografen nam het bestaan van Frisland voor waar aan, zodat het ook in de achttiende eeuw nog verscheen op een kaart van Tobias Conrad Lotter, een cartograaf uit Augsburg. Tegenwoordig worden de kaart van Zeno en de bijzondere gebeurtenissen in de verslagen van de gebroeders Zeno beschouwd als verzinsels.

## Hypothese
Dat het wetenschappers niet lukte om bewijzen te vinden voor het bestaan van Frisland, dat immers toch op de kaart van Zeno en heel veel andere kaarten stond, leidde tot het ontstaan van diverse speculaties, waarbij men dus wel geloof hechtte aan de verhalen van de gebroeders Zeno uit de veertiende eeuw.
Zo dachten sommigen dat het eiland in zee verzonken was ten gevolge van een aardbeving. Anderen stelden het eiland gelijk met de Faeröer-eilanden, maar de ontdekkingsreizen vanuit Engeland en Frankrijk, waarbij het hele noordelijke Atlantische-Oceaangebied in kaart werd gebracht, toonden aan dat het bestaan van Frisland een verzinsel was.
Referentie, bron, literatuur: Fryslân, nr. 6 (2020), historisch tijdschrift van 't KoninklijkFriesGenootschap.nl   